# 看板職人
看板職人（かんばんしょくにん）はおもに映画上映の広告看板を描く人やその職業をさす。看板屋ともいう。昭和の映画全盛期は上映サイクルが1週間ごとであり、複数の映画館を受け持つ職人は1日1枚のペースで描いていた。